# Folkomröstningen om vindkraft på Ripfjället 2020

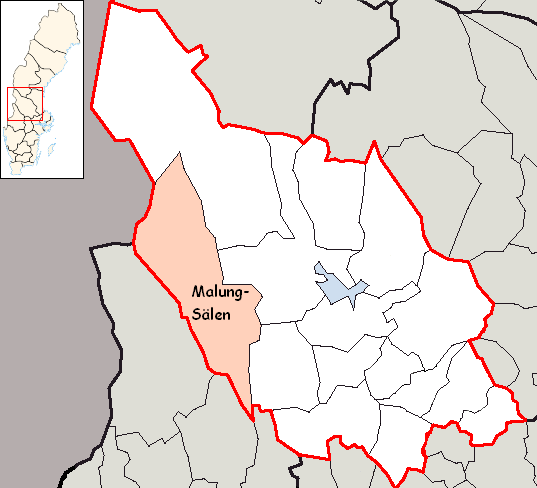
Malung-Sälens kommun

Folkomröstningen om vindkraft på Ripfjället, ägde rum den 27 september 2020 i Malung-Sälens kommun, där nej-sidan vann med 52,5 procent av rösterna. Folkomröstningen är den femte folkomröstningen i Dalarnas historia.

## Bakgrund
I början av 2019 tillkännagavs planerna om en vindkraftspark på Ripfjället vid gränsen mellan Dalarnas län och Värmlands län. Där den tyskägda vindkraftsprojektören wpd Scandinavia ansökte om tillstånd för att uppföra en vindkraftspark på Ripfjället i Malung-Sälens kommun om cirka 30 vindkraftverk. Projektet väckte motstånd och en folkomröstning hölls till följd av oenigheten i kommunen.
Socialdemokraterna, Centerpartiet, Liberalerna och en sverigedemokrat röstade nej till en folkomröstning medan resterande partier röstade för.

### Ställningstaganden
Motsidan argumenterar för att man vill bevara naturen och den intilliggande kultur- och jaktmiljön. De som förespråkar en vindkraftspark hävdar däremot att Malung-Sälen skulle bistå klimatarbetet med förnybara energikällor.

#### De politiska partierna i Malung-Sälens kommun
Socialdemokraterna, Centerpartiet och Liberalerna i Malung-Sälens kommun är positiva till vindkraftsparksetableringen. De hävdar att den kommer ha stor ekonomisk påverkan på kommunen. Moderaterna, Vänsterpartiet, Sverigedemokraterna och Landsbygdspartiet Oberoende som står i opposition, planerar att rösta nej trots att det råder oenighet inom de olika partierna.
Det socialdemokratiska kommunalrådet Hans Unander ställer sig positiv, "framför allt med tanke på klimatfrågan".

## Valdagen
Valdeltagandet uppgick till 61 procent, vilket motsvarade 4637 av de röstberättigade.
Till följd av den rådande coronaviruspandemin vidtogs åtgärder för att förhindra smittspridning i form av plexiglas och handsprit i vallokalerna.
|               | Ja    | Ja        | Nej   | Nej       | Blankröster | Blankröster | Diagram                                                                                   |
| Distrikt      | antal | andel (%) | antal | andel (%) | antal       | andel (%)   | Diagram                                                                                   |
| ------------- | ----- | --------- | ----- | --------- | ----------- | ----------- | ----------------------------------------------------------------------------------------- |
| Malung Södra  | 525   |           | 457   |           | 26          |             | Antal rösterDistrikt0100200300400500600Malung södraLimaYttermalungJaNejBlankröster Rådata |
| Malung Östra  | 420   |           | 455   |           | 30          |             | Antal rösterDistrikt0100200300400500600Malung södraLimaYttermalungJaNejBlankröster Rådata |
| Malung Västra | 355   |           | 405   |           | 21          |             | Antal rösterDistrikt0100200300400500600Malung södraLimaYttermalungJaNejBlankröster Rådata |
| Lima          | 292   |           | 429   |           | 36          |             | Antal rösterDistrikt0100200300400500600Malung södraLimaYttermalungJaNejBlankröster Rådata |
| Transtrand    | 346   |           | 382   |           | 30          |             | Antal rösterDistrikt0100200300400500600Malung södraLimaYttermalungJaNejBlankröster Rådata |
| Malungsfors   | 86    |           | 264   |           | 10          |             | Antal rösterDistrikt0100200300400500600Malung södraLimaYttermalungJaNejBlankröster Rådata |
| Yttermalung   | 95    |           | 126   |           | 7           |             | Antal rösterDistrikt0100200300400500600Malung södraLimaYttermalungJaNejBlankröster Rådata |
| Totalt        |       | 44,1      |       | 52,5      |             | 3,3         |                                                                                           |

## Reaktioner

### Lokalt
Till följd av oenigheterna ortsborna emellan har påhoppen varit många, och enligt somliga "långt under sandlådenivå". Framför allt i olika forum på sociala medier har påhoppen ägt rum, där den folkliga vreden tagit sig uttryck i helt oacceptabla former.

### Nationellt
Sveriges Televisions debattprogram Sverige möts sändes från Orrskogen i Malung den 7 oktober 2020, där lokalpolitiker, kommunalråd och medborgare diskuterade hur lokalsamhället påverkats av folkomröstningen. De deltagande i debattprogrammet uppgav att oenigheten i kommunen väckt folklig vrede vilket lett till splittring ortsbor och grannar emellan. I efterhand har kritik väckts mot Sveriges Television som med sin närvaro ska ha "eldat på nejsägarnas medieförakt".

## Efterspel
Den 8 oktober 2020 meddelade kommunledningen i Malung-Sälen att den går emot folkomröstningen.